# Duma
Duma – poczucie własnej godności i wartości; stan zadowolenia z siebie samego z powodu podejmowanych wysiłków czy uzyskanych korzyści. Duma neurotyczna to termin stworzony przez Karen Horney na określenie stanu nerwicowego, w którym poczucie dumy jest nieadekwatnie wysokie w stosunku do rzeczywistych osiągnięć.

## Duma etniczna

### Black pride
Black Pride jest sloganem używanym głównie w Stanach Zjednoczonych w celu zwrócenia uwagi na czarną tożsamość rasową. Slogan ten został wykorzystany przez Afroamerykanów pochodzenia subsaharyjskiego, aby wyrazić poczucie pewności siebie, szacunek do samego siebie, celebrowanie własnego dziedzictwa i dumę z osobistej wartości.